# Moonraker (bog)
Moonraker (James Bond og Tordenkilen) er den tredje James Bond-bog skrevet af Ian Fleming. Den udkom første gang i 1955.

## Plot
Rigmanden, buldrebassen og falskspilleren Hugo Drax er ved at bygge en kæmperaket, som officielt skal forsvare Storbritannien mod fjender. Bond bliver sendt ud som sikkerhedsofficer, og han får hurtigt på fornemmelsen, at der er noget galt. Også undercover-sekretæren Gala Brand bliver mistænksom. Måske er målet for en forestående prøveaffyring slet ikke det officielle.

## Filmen og den anden bog
I 1979 blev Moonraker titlen på den 11. film i EON Productions serie om James Bond. Denne film der kun har skurkens navn og nogle detaljer tilfælles med bogen er beskrevet i artiklen Moonraker.
Samme år skrev Christopher Wood en ny bog med titlen James Bond and Moonraker baseret på manuskriptet til filmen. Et manuskript han i øvrigt selv havde skrevet.